# Steenokkerzeel

Steenokkerzeels vapen.

Steenokkerzeels läge inom provinsen Vlaams-Brabant.

Steenokkerzeel är en kommun i provinsen Vlaams-Brabant i regionen Flandern i Belgien. Steenokkerzeel hade 11 640 invånare den 1 januari 2013.